# Hägnad

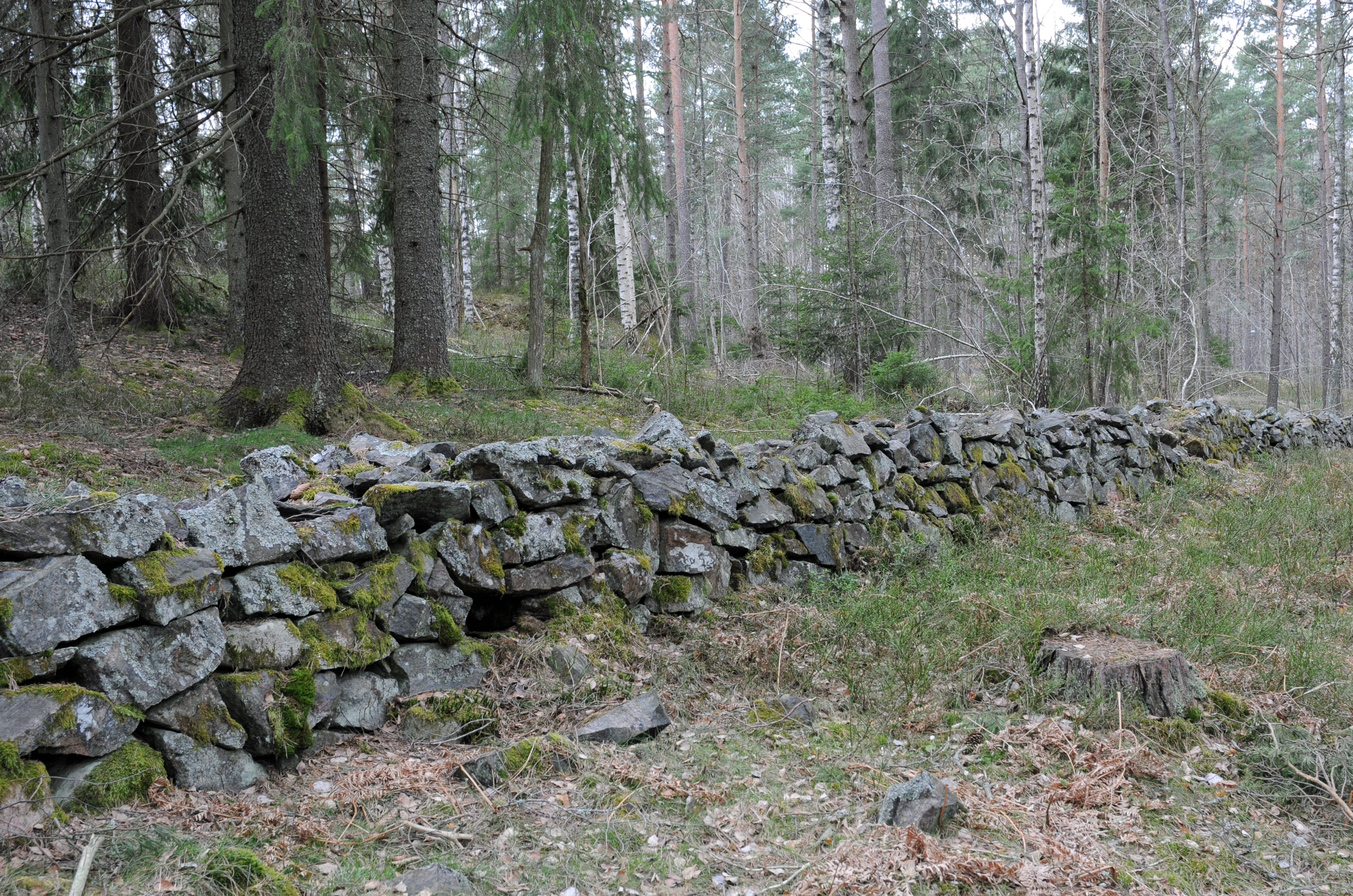
Hägnad av sten.

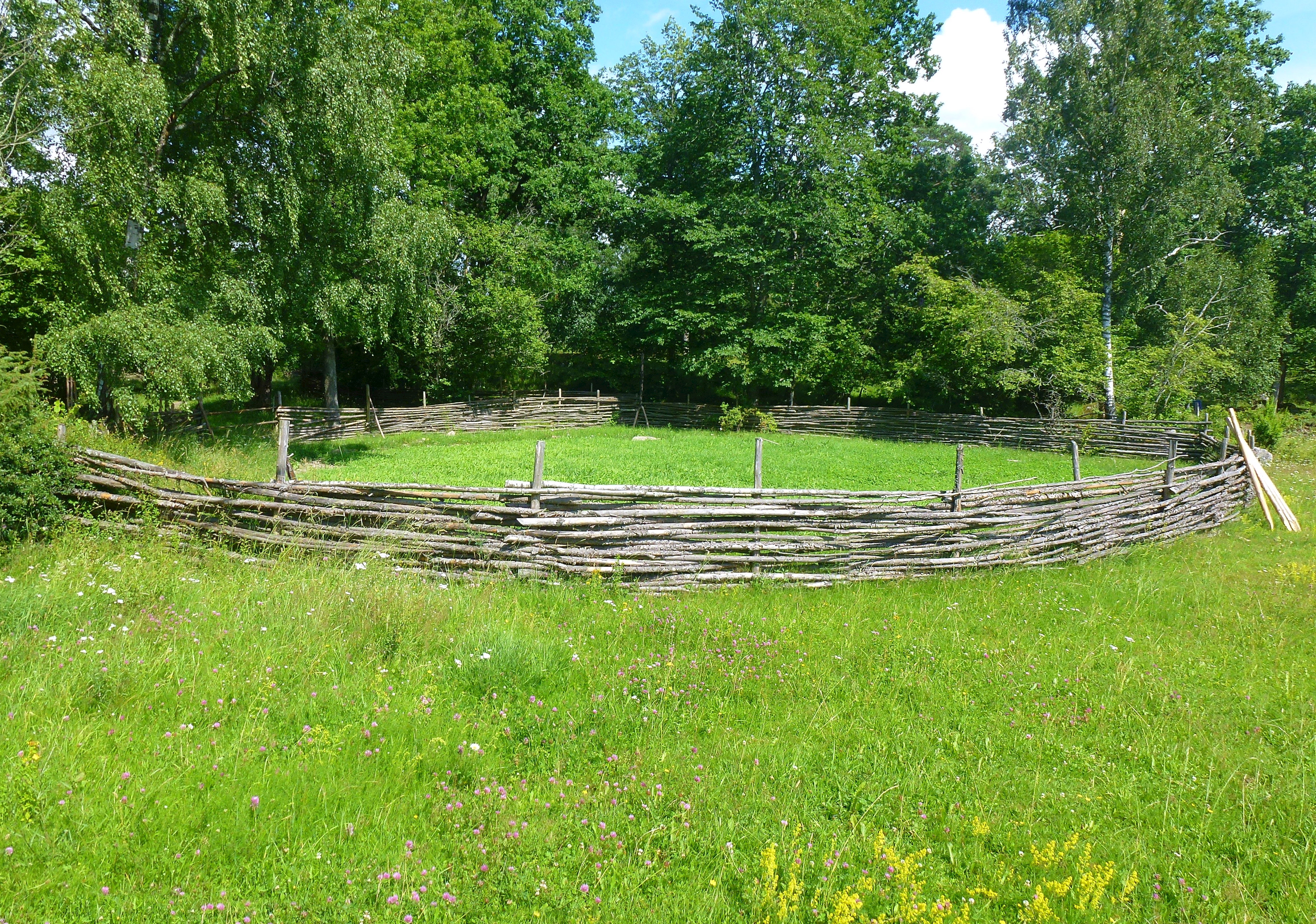
Rekonstruerad fläteshägnad, Bögs gård.

Hägnad är det sammanfattande namnet på anläggningar av trä, sten eller metall som har till syfte att hindra betesdjur att beträda vissa ytor.

## Beskrivning
Rester av den äldsta kända svenska hägnadstypen har bevarats i form av så kallade stensträngar i landskapet. Stensträngar fanns redan på järnåldern, liksom flätade inhägnader. Under vikingatid och medeltid ersattes hägnader av sten med gärdesgårdar av trä, utom på Öland och i Bohusläns kustområde där man fortsatte använda stenhägnader långt fram i tiden. I andra skogfattiga områden, som i Västergötland, så anlades gropavallar fram till mitten av 1800-talet. Under 1900-talets första hälft byttes gärdesgårdarna successivt ut mot ståltråds- och taggtrådsstängsel och senare elstängsel.
Fram tills för ca 200 år sedan gick djuren fria, och man använde hägnader för att utestänga djur från odlingar och andra ytor som kunde förstöras av djuren. För att hålla ihop flocken hade man herdar som vaktade flocken och drev dem i önskad riktning.
Runt år 1800 började man istället att stänga in djuren på ytor där man önskade ha dem. Fördelarna var framför allt att man slapp vakta dem, men även att man kunde få dem att beta vissa ytor hårdare.